# Сеста Годано
Сѐста Года̀но (на италиански: Sesta Godano, на местен диалект само Sesta, Сеста) е село и община в северозападна Италия, провинция Специя, регион Лигурия. Разположено е на 242 m надморска височина. Населението на общината е 1438 души (към 2011 г.).